# Suisei no Gargantia
Suisei no Gargantia (яп. 翠星のガルガンティア Суисэи но гаруганти:а) — манга и одноимённый сериал студии Production I.G, первая серия которого вышла 7 апреля 2013 года. Сценаристом выступил Гэн Уробути, автор лайт-новел Fate/Zero и сценария к аниме Puella Magi Madoka Magica. Премьерная трансляция проходила с апреля по июнь 2013 года.

## Сюжет
В далёком будущем Галактический Альянс Людей ведёт войну с инопланетной расой Хидиас. Юный лейтенант войск альянса Ледо (レド Редо) и его меха робот Чембер, при очередной схватке с хидиас, прикрывая отступление отрядов Галактического Альянса к специально созданному межпространственному пробою («кротовой норе»), не успевает состыковаться со своим авианосцем и в итоге оказывается на Земле, в то время превратившейся в полузаброшенную планету, полностью покрытую водой. Люди на Земле проживают на кораблях, дрейфующих по мировому океану, сбивающихся в огромные флоты, в один из которых, под названием Гаргантия, и попадает главный герой.
Проведя в анабиозе полгода, Ледо выводится из него Чембером и обнаруживает себя на легендарной планете-прародительнице человечества. Когда-то почти всё человечество покинуло Землю из-за того, что вследствие уменьшения солнечной активности наступил новый ледниковый период и жить на планете стало очень трудно. Часть людей покинула родную планету и ушла покорять глубины космоса. Однако те люди, что остались, впоследствии смогли восстановить активность Солнца, хотя в результате климат стал значительно теплее — все льды растаяли и уровень Мирового океана значительно повысился. Теперь люди живут на кораблях. Почти позабыв прежние высокие технологии, они пользуются только тем, что могут найти в затопленных морем развалинах городов.
Галактический Альянс, офицером которого является Ледо, основан на совершенно других принципах общественного устройства. Галактический Альянс — тоталитарное, полностью милитаризированное общество, подчинённое одной идее — борьбы с расой Хидиас, гигантскими космическими кальмарами. Члены общества, непригодные для военной службы, уничтожаются. Институт семьи считается устаревшим и давно упразднён. Мировоззрение людей формируется с помощью сеансов гипноза. Главный стимул для начинающих службу в армии — возможность попасть в Авалон, «райский город», построенный в открытом космосе. Галактическому Альянсу неизвестны планеты с атмосферой, пригодной для обитания.
Впоследствии Ледо узнаёт о том, что гигантские кальмары Хидиас — это генетически модифицированные люди. Проводя данный эксперимент, учёные Земли пытались создать расу людей, устойчивых к вакууму и другим неблагоприятным условиям космоса и способных перенести длительное космическое путешествие к другим звёздам.
Главная героиня, пятнадцатилетняя девочка Эми — одна из курьеров, работающих на Гаргантии. Гиперактивная, открытая и добрая. Была первой, с кем Ледо столкнулся на Земле, — совершенно не представляя, куда он попал, Ледо поначалу захватил её в качестве заложницы. Впоследствии они становятся друзьями, а позже влюбляются друг в друга. Эми пытается помочь Ледо социализироваться в обществе Гаргантии и заставить его пересмотреть своё мировоззрение воина. Ледо считает, что его главная и единственная миссия — уничтожение Хидиас, тогда как Эми пытается привить ему понимание принципов сотрудничества и взаимопомощи.